# Olivgrüner Täubling
Der Olivgrüne Täubling (Russula pseudoaeruginea ) ist ein Pilz aus der Familie der Täublingsverwandten. Es ist ein sehr seltener, mittelgroßer Täubling mit einem olivgrünen Hut, cremefarbenen Lamellen und mildem Geschmack. Der Täubling hat eine große Ähnlichkeit mit dem Grasgrünen Täubling, wächst aber meist unter Eichen oder Rotbuchen.

## Merkmale

### Makroskopische Merkmale
Der Hut ist 6–9,5 cm breit, jung halbkugelig, doch schon bald ausgebreitet und in der Mitte mehr oder weniger niedergedrückt. Der Hut ist meist olivgrün gefärbt, die Hutfarben reichen aber von gelbweiß über gelbgrau bis graugrün. Die Hutmitte ist mitunter auch orangegrau bis braungrau gefärbt. Die Hutoberfläche ist glatt und erscheint im trockenen Zustand matt. Die Huthaut lässt sich bis zu zwei Drittel des Radius abziehen, das Fleisch darunter ist zur Mitte hin zunehmend graugrün.
Die in der Jugend gedrängt und später mehr oder weniger entfernt stehenden Lamellen sind meist nur in Stielnähe mehr oder weniger gegabelt, aber nicht oder kaum mit Zwischenlamellen untermischt. Die Lamellen können zuerst leicht am Stiel herablaufen und sind später meist angeheftet oder ausgebuchtet am Stiel angewachsen. Sie sind jung erst weißlich, dann creme- bis ockerfarben und sehr spröde, sodass sie bei Berührung leicht splittern. Das Sporenpulver ist intensiv cremefarben (IIc–IId nach Romagnesi).
Der weiße, zylindrische Stiel ist 4–6 cm lang und 1,5–2 cm breit. Im unteren Drittel kann er auch schwach keulig verdickt oder etwas gebogen sein. Oft findet man an der Stielbasis auch wenige, kleine, braune Flecken. Die Stieloberfläche ist seidig glänzend und schwach längsaderig bis fein runzelig. Das Stielfleisch ist voll und ziemlich fest.
Das Fleisch ist mäßig fest und riecht schwach fruchtig oder ist nahezu geruchlos. Der Geschmack ist mild. Nur junge Fruchtkörper können in den Lamellen pikant (schwach und rasch vergänglich schärflich) schmecken. Mit Eisensulfat verfärbt sich das Fleisch deutlich rosa, mit Guajak grünblau und mit Phenol braun. Alle makrochemischen Reaktionen laufen eher langsam ab.

### Mikroskopische Merkmale
Die breitellipsoiden Sporen sind 6–8,5 µm lang und 5–7 μm breit. Protuberanzen des Sporenornaments sind 0,3–0,6 µm hoch, einzelne Stacheln können auch bis 0,8 µm hoch werden. Sie stehen teilweise isoliert, sind aber meist zu mehr oder weniger langen Graten verschmolzen, die über feine Ausläufer mehr oder weniger netzig verbunden sind. Der Hilarfleck färbt sich in Melzers Reagenz nicht oder kaum an. Die Basidien sind 35–45 µm lang und 8–10,7 µm breit. Die Zystiden sind 57–75 (85) µm lang und 7,5–11,7 μm breit und zum größten Teil appendikuliert.
Die Epicutishyphen sind 4–10 µm breit und bestehen aus Ketten von isodiametrischen, an der Basis auch bauchigen oder ovalen Zellen. Nur die Endzellen sind etwas länger und zur Spitze hin verjüngt und spitz zulaufend. Die recht zahlreichen, meist unseptierten Pileozystiden sind 3–12 µm breit und stumpf oder zugespitzt. Sie reagieren mit Sulfovanillin verschieden stark. Sie sind meist keulig oder schmal spindelig geformt oder tragen in einigen Fällen an der Spitze einen kurzen, konisch zulaufenden Fortsatz.

## Artabgrenzung
Der Olivgrüne Täubling kann leicht mit anderen Arten der Russula-aeruginea-Gruppe verwechselt werden. Eine sichere Identifizierung ist nur mit dem Mikroskop möglich.
Vom Falschen Frauen-Täubling (Russula medullata) und von Russula ochrospora unterscheidet er sich durch das blassere, cremefarbene Sporenpulver. Vom Grasgrünen Täubling (Russula aeruginea) und von Russula stenotricha durch die kürzeren, nicht haarförmigen Hyphenzellen der Huthaut, die bis auf die verlängerte, konische Endzelle aus isodiametrischen bis fast kugeligen, kettenartig angeordneten Zellen bestehen. Von Russula subterfurcata unterscheidet er sich durch die stärker netzig ornamentierten Sporen.

## Verbreitung und Ökologie

Europäische Länder mit Fundnachweisen des Olivgrünen Täublings.
Legende:
Länder mit Fundmeldungen
Länder ohne Nachweise
keine Daten
außereuropäische Länder

Der Olivgrüne Täubling ist wie alle Täublinge ein Mykorrhizapilz, der mit verschiedenen Laubbäumen eine Partnerschaft eingehen kann. Neben seinem wichtigsten Mykorrhizapartner, der Eiche, findet man ihn auch unter Rotbuchen und möglicherweise auch unter Linden, Hainbuchen, Zitterpappeln und Birken. Der Täubling kommt bevorzugt in xerophilen Eichenwäldern vor, wurde aber auch in Buchenwäldern und sogar in Parkanlagen gefunden. Die Fruchtkörper erscheinen von Ende Juni bis Ende Oktober.
Die recht seltene Art kommt vorwiegend in Europa vor, wurde aber auch in Nordafrika (Marokko) und Nordamerika (USA) nachgewiesen.
In Österreich gibt es einige wenige Fundstellen in Vorarlberg und im Burgenland. In Deutschland wurde die Art in Sachsen-Anhalt und Bayern nachgewiesen.

## Systematik

### Infragenerische Systematik
Der Olivgrüne Täubling wird von M. Bon in die Untersektion Griseinae gestellt, einer Untersektion der Sektion Heterophyllea. Die Untersektion enthält mittel- bis große Arten mit grauem, grünem, violett- oder olivfarbenem Hut. Die an sich mild schmeckenden Pilze haben leicht schärfliche Lamellen, ihr Sporenpulver ist cremefarben bis ocker.

### Formen und Varietäten
- Russula pseudoaeruginea var. galachroa  Sarnari  (1993)

Unterscheidet sich vom Typus durch den weißen oder blass grau-grünlichen Hut. Von Russula galochroides (Sarnari) unterscheidet sich die Form durch die kräftigere Statur, das blassere Sporenpulver und die stärkere Sporen-Ornamentierung.

## Bedeutung
Der Olivgrüne Täubling ist als mild schmeckender Täubling theoretisch essbar, da er aber so selten ist, spielt er als Speisepilz keine Rolle.